# Pedra do Gênesis
A Pedra do Gênesis (15415) é uma amostra de uma rocha lunar encontrada na cratera Spur e obtida pelos astronautas David Scott e James Irwin em 1º de agosto de 1971 durante a segunda atividade extraveicular da Apollo 15. Ela atualmente está guardada na Instalação de Laboratório de Amostras Lunares no Centro Espacial Lyndon B. Johnson em Houston, Texas, Estados Unidos.

## Análises
Análises químicas da Pedra do Gênesis indicaram que era um anortosito, composta principalmente de um tipo de feldspato plagioclásio conhecido como anortita. A pedra foi formada nos estágios iniciais do nascimento do Sistema Solar, aproximadamente quatro bilhões de anos atrás.
Originalmente se achou que a pedra fazia parte da crosta primordial da Lua, porém análises posteriores mostraram que ela 4.1 ± 0.1 bilhões de anos de idade, que é mais jovem do que a própria Lua e foi formada depois da solidificação da crosta. Ainda assim é uma rocha extremamente antiga, tendo se originado no período pré-nectárico da história lunar.